# 고려의 왕태자
고려의 왕태자 및 고려의 왕세자는 고려의 국왕의 잠재적 계승권자로, 신하들은 국왕 외에 그에게도 칭신을 하였다. 종종 국왕의 부재시 혹은 국왕의 명을 받아 대리청정을 하기도 했다. 

## 역대 왕태자/왕세자

### 고려의 왕태자
| 국왕       | 호칭          | 사후 호칭          | 재위기간(음력/양력)               | 재위기간(음력/양력)                | 생몰년도        | 능묘       |
| ---------- | ------------- | ------------------ | --------------------------------- | ---------------------------------- | --------------- | ---------- |
| 태조(太祖) | 정윤 무(武)   | 혜종대왕(惠宗大王) | 921년 12월 10일 (922년 1월 10일)  | 943년 5월 30일 (7월 5일)           | 912년 ~ 945년   | 순릉(順陵) |
| 광종(光宗) | 왕태자 주(伷) | 경종대왕(景宗大王) | 965년 2월                         | 975년 5월 23일 (7월 4일)           | 955년 ~ 981년   | 영릉(榮陵) |
| 현종(顯宗) | 왕태자 흠(欽) | 덕종대왕(德宗大王) | 1022년 5월 25일 (6월 26일)        | 1031년 5월 25일 (6월 17일)         | 1016년 ~ 1034년 | 숙릉(肅陵) |
| 문종(文宗) | 왕태자 훈(勳) | 순종대왕(順宗大王) | 1053년 11월 24일 (1054년 1월 5일) | 1083년 7월 18일 (9월 2일)          | 1047년 ~ 1083년 | 성릉(成陵) |
| 숙종(肅宗) | 왕태자 우(俁) | 예종대왕(睿宗大王) | 1100년 1월 28일 (3월 10일)        | 1105년 10월 2일 (11월 10일)        | 1079년 ~ 1122년 | 유릉(裕陵) |
| 예종(睿宗) | 왕태자 구(構) | 인종대왕(仁宗大王) | 1115년 2월 3일 (2월 28일)         | 1122년 4월 8일 (5월 15일)          | 1109년 ~ 1146년 | 장릉(長陵) |
| 인종(仁宗) | 왕태자 철(徹) | 의종대왕(毅宗大王) | 1133년 2월 17일 (3월 25일)        | 1146년 2월 28일 (4월 10일)         | 1127년 ~ 1173년 | 희릉(禧陵) |
| 의종(毅宗) | 폐태자 홍(泓) | 효령태자(孝靈太子) | 1153년 4월 20일 (5월 15일)        | 1170년 9월 2일 (10월 13일)         | 1149년 ~ ?      | -          |
| 명종(明宗) | 폐태자 숙(璹) | 강종대왕(康宗大王) | 1173년 4월 19일 (6월 1일)         | 1197년 9월 23일 (11월 4일)         | 1152년 ~ 1213년 | 후릉(厚陵) |
| 신종(神宗) | 왕태자 덕(悳) | 희종대왕(熙宗大王) | 1200년 4월 15일 (5월 29일)        | 1204년 1월 5일 (2월 7일)           | 1181년 ~ 1237년 | 석릉(碩陵) |
| 희종(熙宗) | 폐태자 지(祉) | 창원공(昌原公)     | 1204년 11월 6일 (11월 28일)       | 1211년 12월 25일 (1212년 1월 30일) | 1197년 ~ 1262년 | -          |
| 강종(康宗) | 왕태자 질(晊) | 고종대왕(高宗大王) | 1212년 7월 21일 (8월 19일)        | 1213년 8월 10일 (8월 27일)         | 1192년 ~ 1259년 | 홍릉(洪陵) |
| 고종(高宗) | 왕태자 전(倎) | 원종대왕(元宗大王) | 1235년 1월 20일 (2월 9일)         | 1259년 6월 30일 (7월 21일)         | 1219년 ~ 1274년 | 소릉(韶陵) |
| 고종(高宗) | 왕태손 심(諶) | 충렬왕(忠烈王)     | 1259년 8월 5일 (8월 24일)         | 1260년 8월 2일 (9월 8일)           | 1236년 ~ 1308년 | 경릉(慶陵) |
| 원종(元宗) | 왕태자 심(諶) | 충렬왕(忠烈王)     | 1260년 8월 2일 (9월 8일)          | 1274년 6월 19일 (7월 24일)         | 1236년 ~ 1308년 | 경릉(慶陵) |

### 원간섭기 이후 고려의 왕세자
| 국왕           | 호칭          | 사후 호칭      | 재위기간(음력/양력)         | 재위기간(음력/양력)        | 생몰년도        | 능묘       |
| -------------- | ------------- | -------------- | --------------------------- | -------------------------- | --------------- | ---------- |
| 충렬왕(忠烈王) | 왕세자 원(謜) | 충선왕(忠宣王) | 1277년 1월 12일 (2월 16일)  | 1298년 1월 19일 (3월 2일)  | 1275년 ~ 1325년 | 덕릉(德陵) |
| 충렬왕(忠烈王) | 왕세자 원(謜) | 충선왕(忠宣王) | 1298년 8월 19일 (9월 25일)  | 1308년 5월 20일 (6월 9일)  | 1275년 ~ 1325년 | 덕릉(德陵) |
| 충선왕(忠宣王) | 폐세자 감(鑑) | 광릉군(廣陵君) | 1308년?                     | 1310년 5월 29일 (6월 26일) | ? ~ 1310년      | -          |
| 충숙왕(忠肅王) | 왕세자 정(禎) | 충혜왕(忠惠王) | 1328년?                     | 1330년 2월 1일 (2월 18일)  | 1315년 ~ 1344년 | 영릉(永陵) |
| 공양왕(恭讓王) | 폐세자 석(奭) | 정성군(定城君) | 1389년 11월 16일 (12월 3일) | 1392년 7월 12일 (7월 31일) | ? ~ 1394년      | -          |

## 같이 보기
- 고려의 역대 국왕
- 고려의 역대 왕후